# Актій (міфологія)
Актій (дав.-гр. Ἀκτίυ; Ἀκτίς, також рідше Актин, Актіс) — персонаж давньогрецької міфології, один з семи синів Геліадів Геліоса і Роди, що правили островом Родос.
Вигнаний за братовбивство Тенага, він втік до Єгипту, де заснував місто Геліополь і був першим, хто навчив єгиптян астрології, як того захотів його батько Геліос. 